# حسن حداد
حسن حداد هو كاتب وناقد سينمائي من مواليد مملكة البحرين، وزوج الكاتبة ليلى السيد عيسى.

## سيرة ذاتية
ولد حسن حداد في مدينة المحرق عام 1958م بمملكة البحرين، وبدأت اهتماماته بالسينما عام 1980م، ونشر له أول مقال عن السينما في جريدة أخبار الخليج البحرينية عام 1983م، وقام بإعداد برامج عن السينما لإذاعة البحرين، مثل: «أفلام وأفلام»، «مشاهير»... وأشرف على صفحتي «سينما» في صحيفة الوسط البحرينية، منذ سبتمبر 2002م حتى أبريل 2003م، ونشر له مقال أسبوعي عن السينما في الملحق السينمائي في «جريدة الوطن البحرينية» منذ ديسمبر 2005م حتى سبتمبر 2006م، كما أشرف على صفحتي «سينما» في مجلة «هنا البحرين الأسبوعية» منذ مايو 2001م حتى نهاية فبراير 2011م. ويكتب عموداً أسبوعياً في جريدة «أخبار الخليج البحرينية»، منذ أغسطس 2007م. وهو عضو في نادي البحرين للسينما منذ عام 1985م.

## المشاركات
- أقام مجموعة من الندوات العامة والمتخصصة في السينما في البحرين وخارجها.
- شارك في مهرجان السينما العربية الأول في مارس 2000م، كرئيس للمركز الصحفي، ورئس تحرير النشرة اليومية للمهرجان.
- شارك في مسابقة «أفلام من الإمارات»، بصفته الناقد الرسمي للدورة الخامسة في مارس 2006م.
- شارك في الدورة الأولى من المهرجان الدولي للفيلم العربي في وهران بالجزائر عام 2007م.
- شارك في الأسبوع السينمائي أفلام من الخليج العربي، في الكويت عام 2008م.
- شارك في الدورة الأولى من مهرجان الخليج السينمائي، في دبي عام 2008م.[2][1]

## أعماله
- صدر له كتاب «عن ثنائية القهر/التمرد.. في أفلام عاطف الطيب»، ضمن منشورات مهرجان السينما العربية بالبحرين، في مارس 2000م.
- صدر له كتاب «محمد خان.. سينما الشخصيات والتفاصيل الصغيرة» عن المؤسسة العربية للدراسات والنشر بالتعاون مع إدارة الثقافة والتراث الوطني بالبحرين، عام 2006م.
- صدر له كتاب «الأنماط الشخصية» عام 2007م.[3]
- صدر له كتاب «تعال إلى حيث النكهة.. رؤى نقدية في السينما»، عن المؤسسة العربية للدراسات والنشر بالتعاون مع إدارة الثقافة والتراث الوطني بالبحرين، عام 2009م.
- صدر له كتاب «طعم الحياة» عن الهيئة المصرية العامة للكتاب عام 2012م.[4]
- صدر له كتاب «سينما الثمانينات: طريق مفتون بالواقع» عن الهيئة العامة لقصور الثقافة بالقاهرة، عام 2013م.[1]